# Venaco (piève)
Pour les articles homonymes, voir Venaco (homonymie).
Venaco (en corse : Venacu /ˈbɛnagu/) est une ancienne piève de Corse. Située dans le centre de l'île, elle relevait de la province de Corte sur le plan civil et du diocèse d'Aléria sur le plan religieux.

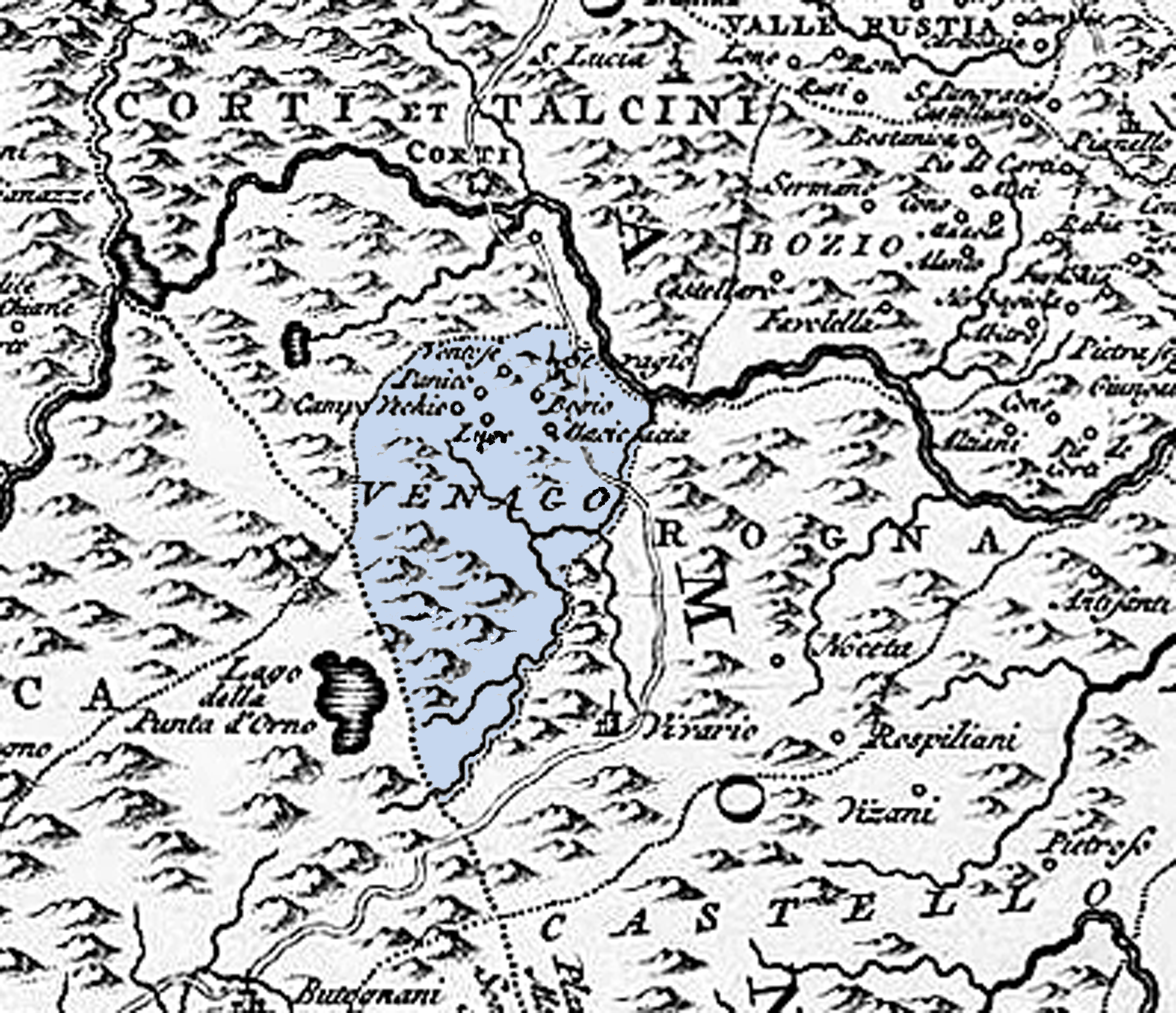
Pieve de Venaco (1737)

## Géographie

### Situation

Panorama de la piève de Venaco.

Venaco est une piève du centre de l'île, enclavée entre les pièves de Talcini au nord, Bozio au nord-est, Rogna à l'est et au sud et Sorroinsù à l'ouest. Accrochés aux flancs du Monte Cardo, ses villages sont bâtis en balcon sur la vallée du Tavignano et regardent vers les pièves de Bozio et Rogna.
Elle a pour pièves voisines :

### Composition
La piève de Venaco comprenait les sept communautés suivantes :
- Poggio ;
- Riventosa ;
- Casanova ;
- Maestraccia ;
- Campovecchio ;
- Lugo ;
- Serraggio.

Maestraccia vit son nom modifié au cours du XVIIIe siècle pour devenir Santo-Pietro-di-Venaco. En 1850, Lugo-di-Venaco absorba la commune de Campovecchio. En 1874, Serraggio et Lugo-di-Venaco fusionnèrent à leur tour pour former la commune de Venaco.

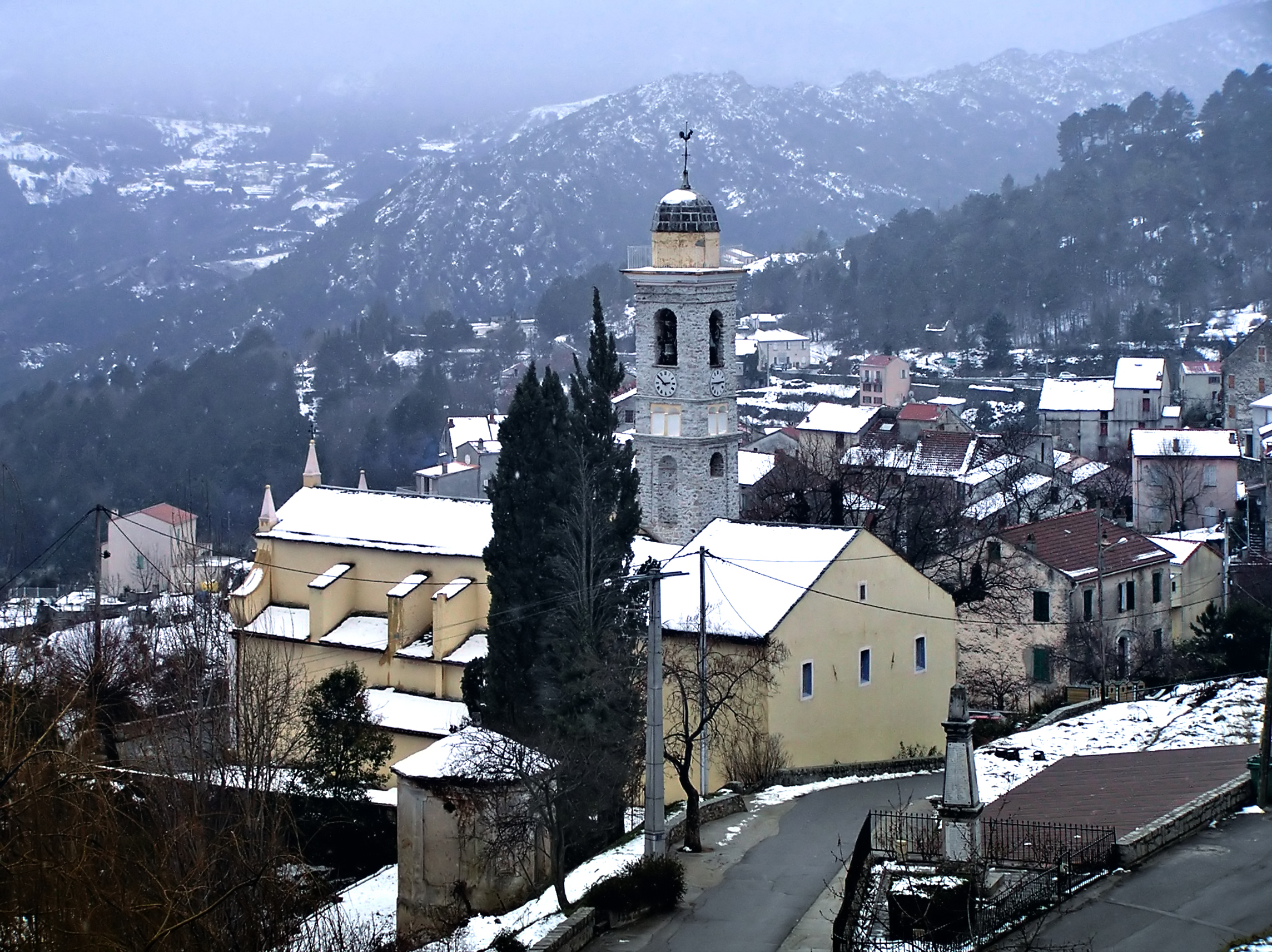
Serraggio.
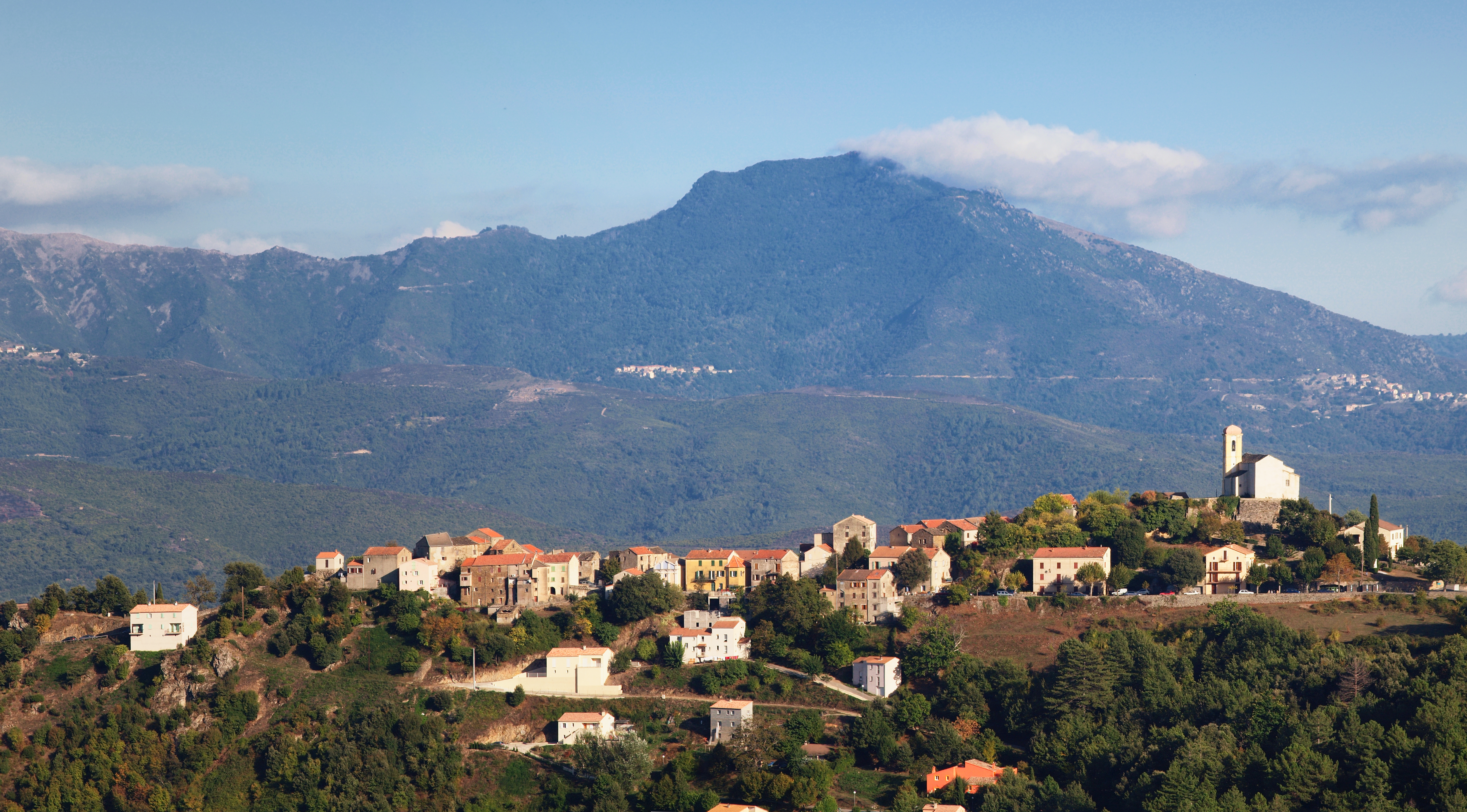
Poggio.
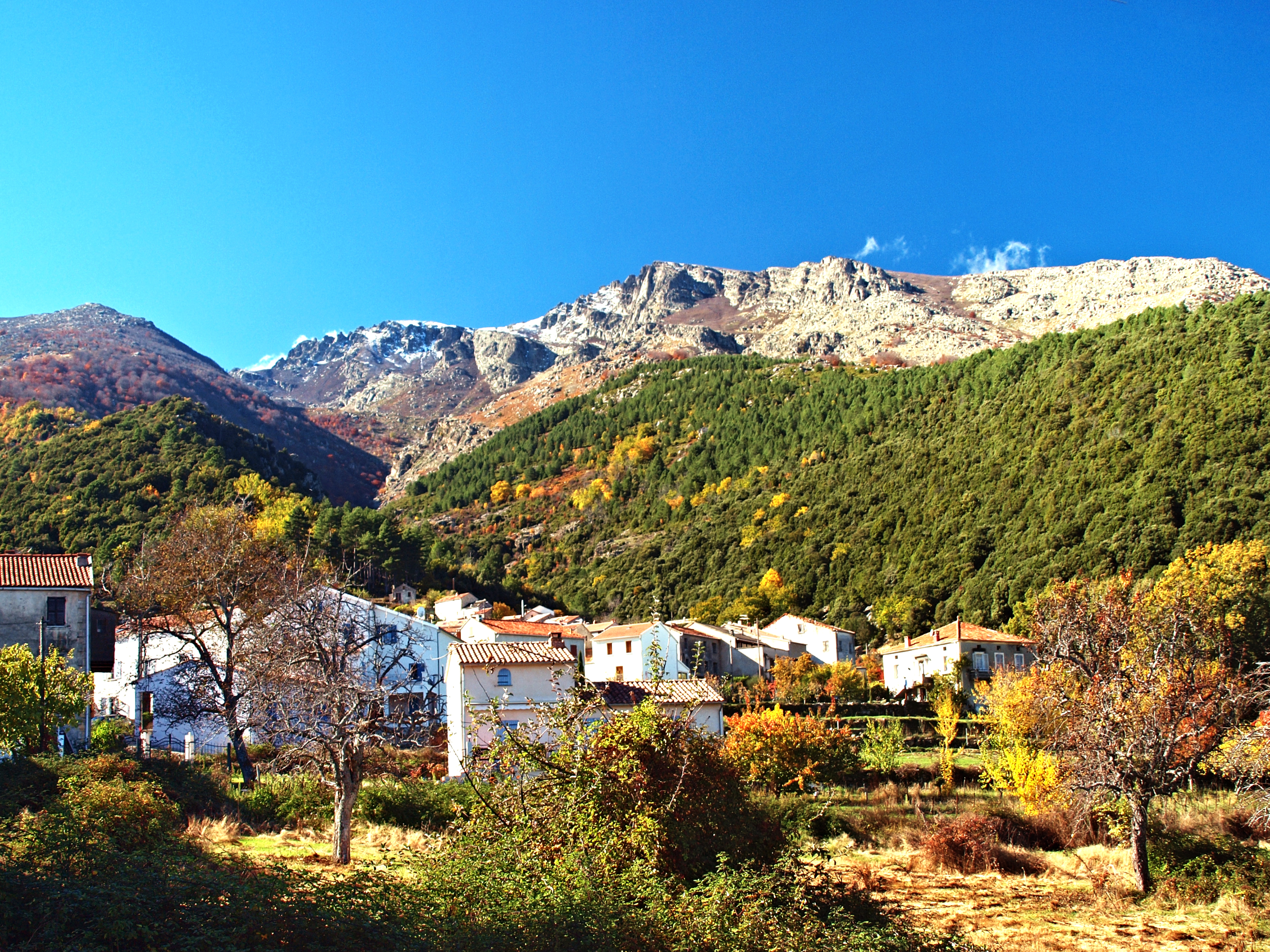
Maestraccia.

## Histoire
Venicium, aujourd'hui Venaco, était un territoire occupé dans l'Antiquité par les Romains comme l'attestent quelques objets et des restes de bains découverts près de Castel de Tosani. Dans le Haut Moyen Âge, il appartenait au fief des seigneurs Amondaschi puis à celui des Cortinchi d'Ampugnani. La communauté de Serragio était située dans la terre des Communes, au milieu des « Vanaccini » de Ptolémée.
En 1118, le pape Gélase II confirme les possessions insulaires de Montecristo, riche de deux abbayes : San Stefano de Venaco et Santa Maria de Canovaria, et de deux églises : San Pellegrino et San Paolo, en Casinca.
Au début du XVIe siècle, le contemporain Mgr Giustiniani décrivait la Corse ainsi : l'île est divisée du Nord au Sud en deux parties, dont l'une, celle qui fait face à l'Italie, est appelée banda di dentro (côte intérieure), et l'autre, par opposition, banda di fuori (côte extérieure). Elle est en outre divisée de l'Ouest à l'Est en deux autres parties, qui conservent encore dans le langage du pays leurs dénominations anciennes de qua da'Monti et de là da'Monti, c'est-à-dire pays en deçà et pays au-delà des monts qui partagent l'île.
Mgr Giustiniani divise la côte intérieure en trois parties ; la première comprend tout le pays qui s'étend depuis Solenzara et les montagnes voisines jusqu'au Tavignano ; la seconde, le pays qui s'étend du Tavignano au Golo, et la troisième, le pays compris entre le Golo et Lavasina.
Poursuivant, il décrit les pievi de chaque partie.
Le premier pays est composé de 5 pièves : Covasina, Cursa, Castello, Venaco et Rogna. De Venaco, il en dit : « La piève de Venaco, qui a environ deux cents ou deux cent quarante feux et est partagée en six petits villages. Elle est connue pour ses excellents fromages qui peuvent rivaliser avec ceux de Majorque ».

### La piève civile

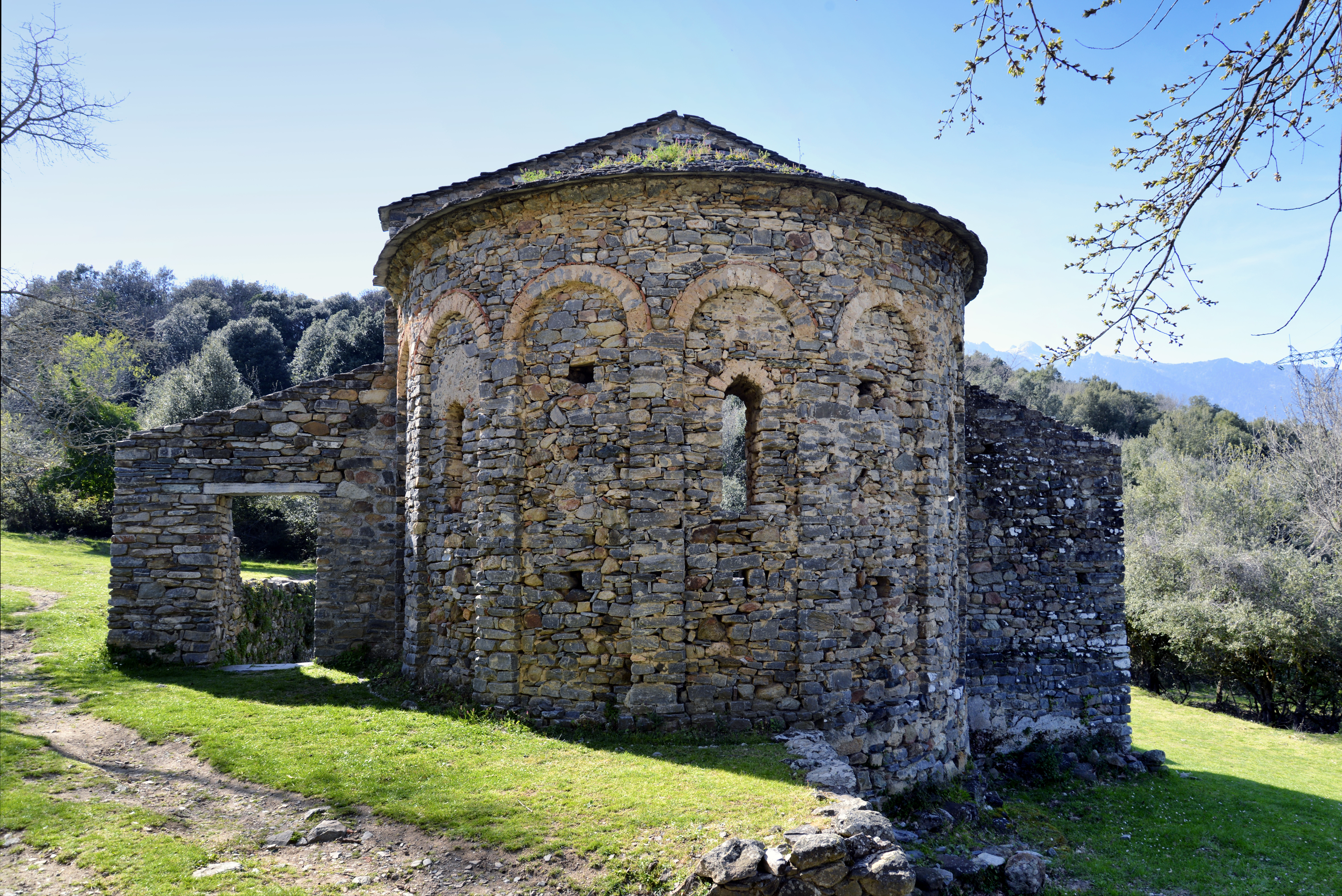
Chevet de l'église piévane San Giovanni Battista.

Au Moyen Âge, San Giuvanni Battista était la piève de Venaco. C'était une église à 3 nefs aux fonctions épiscopales proche d'un important centre fortifié protohistorique. Le légendaire Ugo Colonna possédait un château voisin, le Palazzo dit San Giuvanni (ou parfois Palaggio di Venaco car près du village de Poggio del Palaggio). Il avait créé une féodalité populaire associant le peuple aux affaires.
Vers 1520, la piève comptait 1 200 habitants. Elle avait pour lieux habités :
- Serraggio (Serraggio, anciennement commune à part entière, aujourd'hui village principal de la commune de Venaco)
- lo Lugo (Lugo-di-Venaco, anciennement commune à part entière, aujourd'hui village de la commune de Venaco situé au nord de Serraggio)
- Campovegio (Campovecchio, rattaché à Lugo-di-Venaco en 1850)
- la Maistrachia (Maestraccia, aujourd'hui Santo-Pietro-di-Venaco)
- la Riventosa (Riventosa)
- lo Poggio (Poggio-di-Venaco).

Au début du XVIIIe siècle, les lieux habités de la piève étaient :
- Serragio (Serraggio, fusionnera en 1874 avec Lugo-di-Venaco pour former Venaco) 472 hab.
- Lugo (Lugo-di-Venaco, fusionnera en 1874 avec Serraggio pour former Venaco) 179.
- Campovecchio (Campo-Vecchio, hameau de Lugo-di-Venaco) 33.
- Marestraccie et S.Pietro (Santo-Pietro-di-Venaco) 179.
- Riventosa (Riventosa) 102.
- Poggio (Poggio-di-Venaco) 272.
- Casanova (Casanova) 116.

Au début du XVIIIe siècle, avant les événements qui, dès 1729, agitèrent cette région pendant la grande révolte des Corses contre Gênes, la piève de Venaco relevait de la juridiction de Corte. La province de Corte était composée de 8 pievi : Talcini, Venaco, Castello, Bozio, Giovellina, Vallerustie, Niolo, et Rogna et comptait 14 474 habitants.
L’abbé Francesco Maria Accinelli à qui Gênes avait demandé d'établir à des fins militaires une estimation des populations à partir des registres paroissiaux, avait rapporté (texte en italien) : « Giurisditione di Corte: ... Pieve di Venaco : Serragio Anime 472. Riventosa 102. Marestraccie, e S.Pietro 179. Casanova 116. Lugo 179. Campovecchio 33. Poggio 272... ». Selon ses estimations, Venaco avait une population de 1 353 habitants, et selon le capitaine allemand Woght (ou Vogt vraisemblablement), comptait 200 hommes armés. La piève était gouvernée par un « Lieutenant » envoyé par Gênes.
Le 15 mai 1768, par le traité de Versailles, la France accapare la Corse en mai 1769 et l'administre militairement. En 1790, avec la Révolution française, la piève de Venaco devient le canton de Venaco. En 1793, le canton de Venaco devient le canton de Vecchio et englobe désormais les deux communes de Gatti-di-Vivario  et Muracciole issues de la piève de Rogna. En 1828, le canton de Vecchio devient le canton de Serraggio (chef-lieu de canton). Serraggio demeurera chef-lieu de canton jusqu'en 1874 où la commune englobe Lugo-di-Venaco pour former la commune de Venaco. Le canton de Serraggio devient alors le canton de Venaco.

### La piève religieuse
La piève de Venaco était l'une des 19 pievi du diocèse d'Aléria (Alleria son nom à l'époque). Ces pievi sont : Giovellina, Campoloro, Verde, Opino, Serra, Bozio, Allessani, Orezza, Vallerustie, Tralcini, Venaco, Rogna, Corsa, Covasina, Castello ò sia Vivario, Niolio, Carbini, et Aregno in la Balagna,.

#### L'église piévane

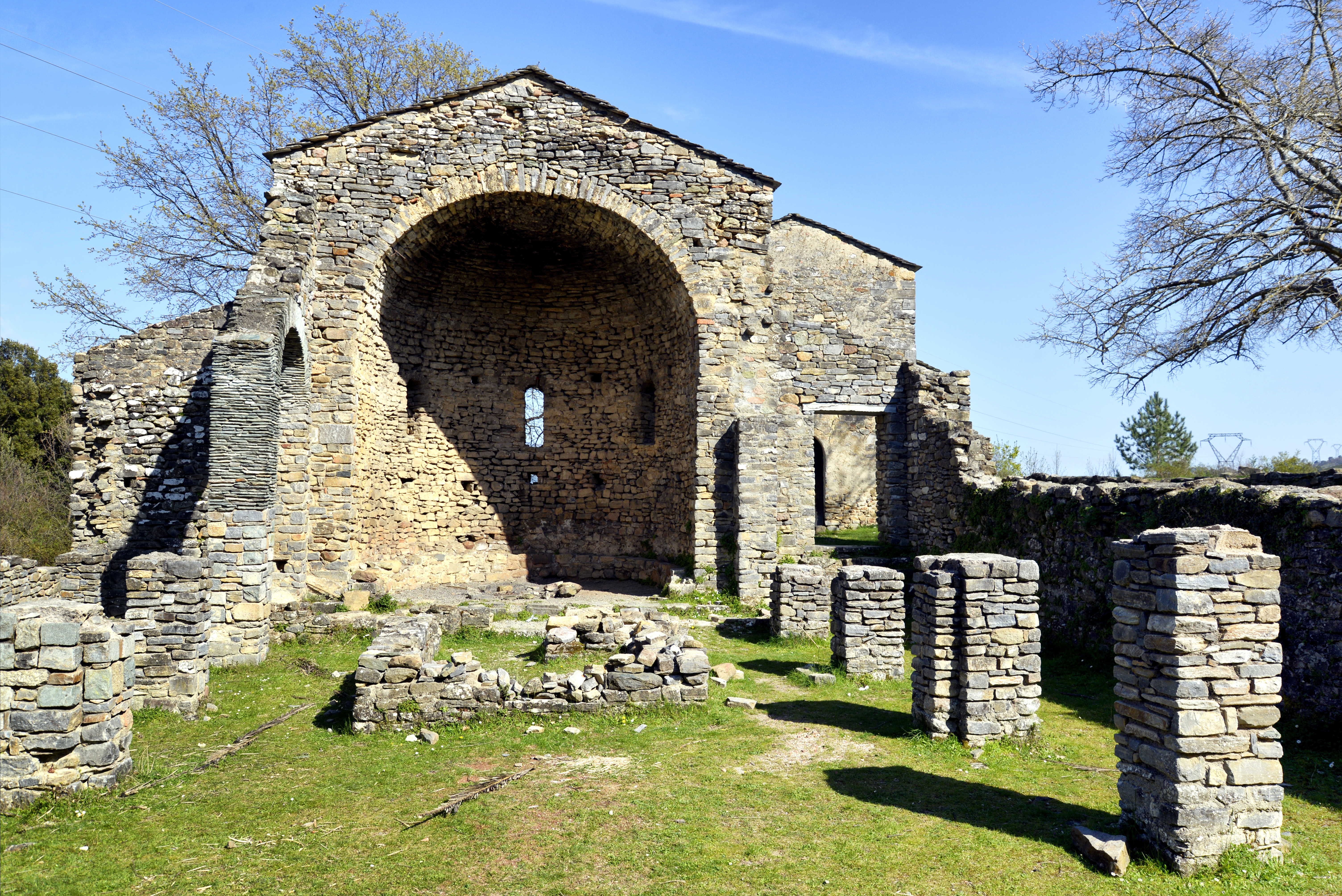
L'église préromane San Giovanni Battista et le baptistère.

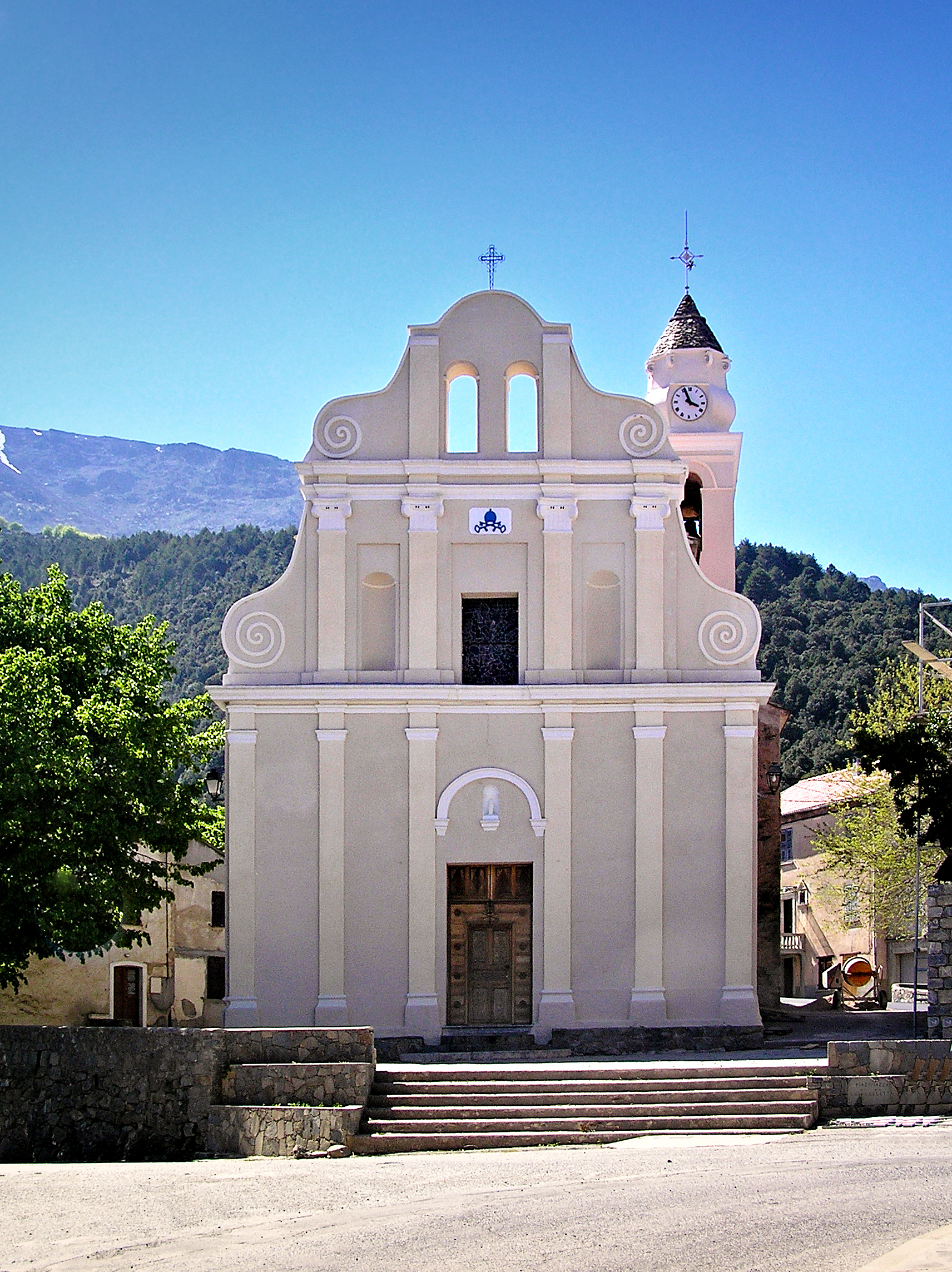
Église Saint-Pierre et Saint-Paul, bâtie sur des fondements médiévaux.

Selon la légende d'Ugo Colonna, le comte Ugo avait établi son camp à Venaco, à l'endroit appelé la Pieve vecchia. Il fit construire un palais, à l'endroit appelé il Poggio.
L'église-mère était alors l’église San Giovanni Battista, proche d'une centaine de mètres à l'est du Palazzo de Ugo. Un baptistère distinct est présent près de l'église. Les édifices sont ruinés depuis longtemps.
La dernière église piévane a été l'église Saint-Pierre-Saint-Paul, située dans l'actuel village de Santo-Pietro-di-Venaco. Elle a été bâtie sur des fondements médiévaux, avec des murs de l'ancienne chapelle romane.
L'église Saint-Michel de Serraggio, village pourtant bien plus important, n'était qu'une église secondaire.